# Discografia delle Blackpink
La discografia delle Blackpink, girl group sudcoreano, è costituita da due album in studio, quattro album dal vivo, una raccolta, tre EP e undici singoli.
La formazione ha esordito nell'industria discografica col singolo Square One (2016) ed è salita alla ribalta col successo As If It's Your Last (2017), il loro primo ingresso nella top 3 della Gaon Chart.
Sono poi usciti gli EP di successo Blackpink (2017) e Square Up (2018): mentre il primo è arrivato in cima alla classifica album della Oricon, il secondo è giunto in cima in quella sudcoreana ed è stato certificato doppio platino dalla Korea Music Content Association.
Kill This Love (2019), secondo ingresso in top 5 del girl group nella hit parade nazionale e il primo nella top 40 della Billboard Hot 100, ha anticipato l'EP omonimo; quest'ultimo è stato quello più fortunato nei mercati anglosassoni, spingendosi fino al 24º posto della Billboard 200.
Nell'ottobre 2020 è avvenuta la pubblicazione dell'LP d'esordio The Album: certificato diamante dalla KMCA, ha fatto l'entrata in classifica in venticinque mercati, finendo al vertice in patria e al 2º posto di quella statunitense. Gli estratti How You Like That, Ice Cream e Lovesick Girls (2020) hanno goduto di ottimo successo internazionale; il penultimo ha inoltre segnato la loro prima top 15 negli Stati Uniti d'America.
Nel settembre 2022 è stata la volta del secondo disco Born Pink; si tratta del loro terzo progetto numero uno in Corea del Sud, dove è doppio diamante. Lo stesso ha prodotto i singoli Pink Venom e Shut Down (2022), entrambi entrati nella top 25 della Billboard Hot 100.
Il catalogo delle Blackpink include anche la raccolta Blackpink in Your Area (2018), classificatasi 9ª in Giappone, e l'album live Blackpink 2021 'The Show' Live (2021), entrato nella top 10 sudcoreana.

## Album

### Album in studio
| Anno | Titolo e dettagli | Classifiche | Classifiche | Classifiche | Classifiche | Classifiche | Classifiche | Classifiche | Classifiche | Classifiche | Classifiche | Unità                                                    | Certificazioni                                  |
| Anno | Titolo e dettagli | KOR         | AUS         | BEL (FL)    | CAN         | JPN         | NLD         | NZL         | SWI         | UK          | USA         | Unità                                                    | Certificazioni                                  |
| ---- | --- | ----------- | ----------- | ----------- | ----------- | ----------- | ----------- | ----------- | ----------- | ----------- | ----------- | -------------------------------------------------------- | ----------------------------------------------- |
| 2020 | The Album - Pubblicato: 2 ottobre 2020 - Etichetta: YG, Interscope - Formati: CD, LP, MC, download digitale, streaming    | 1           | 2           | 4           | 5           | 4           | 14          | 3           | 11          | 2           | 2           | - KOR: 1 700 677 - JPN: 66 862 - UK: 5 700 - US: 117 000 | - CAN: Oro - KOR: Diamante - NZL: Oro - UK: Oro |
| 2022 | Born Pink - Pubblicato: 16 settembre 2022 - Etichetta: YG, Interscope - Formati: CD, LP, MC, download digitale, streaming | 1           | 2           | 3           | 1           | 14          | 7           | 2           | 10          | 1           | 1           | - KOR: 2 953 380 - JPN: 34 475 - US: 101 500             | - KOR: Diamante (2) - NZL: Oro - UK: Argento    |

### Album dal vivo
| Anno                                                                                          | Titolo e dettagli | Classifiche | Unità         |
| Anno                                                                                          | Titolo e dettagli | KOR         | Unità         |
| --------------------------------------------------------------------------------------------- | --- | ----------- | ------------- |
| 2019                                                                                          | Blackpink Arena Tour 2018 "Special Final in Kyocera Dome Osaka" - Pubblicato: 13 marzo 2019 - Etichetta: YGEX, Avex - Formati: Download digitale, BD, BD+CD, streaming | —           |               |
| 2019                                                                                          | Blackpink 2018 Tour 'In Your Area' Seoul - Pubblicato: 30 agosto 2019 - Etichetta: YG, Interscope - Formati: Download digitale, DVD, streaming                         | —           |               |
| 2020                                                                                          | Blackpink 2019-2020 World Tour In Your Area-Tokyo Dome- - Pubblicato: 14 maggio 2020 - Etichetta: Interscope - Formati: Download digitale, streaming                   | —           |               |
| 2021                                                                                          | Blackpink 2021 'The Show' Live - Pubblicato: 1º giugno 2021 - Etichetta: YG, Interscope - Formati: 2 CD, download digitale, streaming                                  | 8           | - KOR: 35 000 |
| "—" indica che l'opera non si è classificata o che non è stata pubblicata in quel territorio. | |             |               |

### Raccolte
| Anno | Titolo | Classifiche | Unità         |
| Anno | Titolo | JPN         | Unità         |
| ---- | --- | ----------- | ------------- |
| 2018 | Blackpink in Your Area - Pubblicato: 23 novembre 2018 - Etichetta: YGEX, Avex - Formati: CD+DVD, download digitale, streaming | 9           | - JPN: 22 464 |

## Extended play
| Anno                                                                                          | Titolo e dettagli | Classifiche | Classifiche | Classifiche | Classifiche | Classifiche | Classifiche | Classifiche | Classifiche | Classifiche | Unità                                    | Certificazioni     |
| Anno                                                                                          | Titolo e dettagli | KOR         | AUT         | CAN         | IRE         | JPN         | NLZ         | SWI         | UK          | USA         | Unità                                    | Certificazioni     |
| --------------------------------------------------------------------------------------------- | --- | ----------- | ----------- | ----------- | ----------- | ----------- | ----------- | ----------- | ----------- | ----------- | ---------------------------------------- | ------------------ |
| 2017                                                                                          | Blackpink - Pubblicato: 30 agosto 2017 - Etichetta: YG Entertainment, Avex - Formati: CD, DVD, download digitale, streaming | —           | —           | —           | —           | 1           | —           | —           | —           | —           | - JPN: 60 668                            |                    |
| 2018                                                                                          | Square Up - Pubblicato: 15 giugno 2018 - Etichetta: YG Entertainment - Formati: CD, download digitale, streaming            | 1           | 26          | 21          | —           | 11          | —           | 24          | —           | 40          | - KOR: 544 410 - JPN: 11 978             | - KOR: Platino (2) |
| 2019                                                                                          | Kill This Love - Pubblicato: 5 aprile 2019 - Etichetta: YG, Interscope - Formati: CD, download digitale, streaming          | 3           | —           | 8           | 52          | —           | 10          | —           | 40          | 24          | - KOR: 761 687 - JPN: 29 040 - US: 9 100 | - KOR: Platino (3) |
| "—" indica che l'opera non si è classificata o che non è stata pubblicata in quel territorio. | |             |             |             |             |             |             |             |             |             |                                          |                    |

## Singoli
| Anno                                                                                          | Titolo                        | Classifiche | Classifiche | Classifiche | Classifiche | Classifiche | Classifiche | Classifiche | Classifiche | Classifiche | Classifiche | Certificazioni                                                                               | Album di provenienza   |
| Anno                                                                                          | Titolo                        | KOR         | AUS         | BEL (FL)    | CAN         | JPN         | NLD         | NZL         | SWI         | UK          | USA         | Certificazioni                                                                               | Album di provenienza   |
| --------------------------------------------------------------------------------------------- | ----------------------------- | ----------- | ----------- | ----------- | ----------- | ----------- | ----------- | ----------- | ----------- | ----------- | ----------- | -------------------------------------------------------------------------------------------- | ---------------------- |
| 2016                                                                                          | Square One                    | —           | —           | —           | —           | —           | —           | —           | —           | —           | —           |                                                                                              | /                      |
| 2016                                                                                          | Square Two                    | —           | —           | —           | —           | —           | —           | —           | —           | —           | —           |                                                                                              | /                      |
| 2017                                                                                          | As If It's Your Last          | 3           | —           | —           | 45          | —           | —           | —           | —           | —           | 113         | - JPN: Oro - NZL: Oro                                                                        | /                      |
| 2018                                                                                          | Ddu-Du Ddu-Du (Japanese Ver.) | —           | —           | —           | —           | 7           | —           | —           | —           | —           | —           |                                                                                              | Blackpink in Your Area |
| 2019                                                                                          | Kill This Love                | 2           | 18          | 72          | 11          | 20          | 83          | 24          | 45          | 33          | 40          | - AUS: Platino - JPN: Platino - KOR: Platino - NZL: Platino - UK: Argento                    | Kill This Love         |
| 2020                                                                                          | How You Like That             | 1           | 12          | —           | 11          | 8           | 77          | 14          | 50          | 20          | 33          | - AUS: Platino - CAN: Platino (2) - JPN: Platino - KOR: Platino - NZL: Platino - UK: Argento | The Album              |
| 2020                                                                                          | Ice Cream (con Selena Gomez)  | 8           | 16          | 78          | 11          | 30          | —           | 18          | 45          | 39          | 13          | - AUS: Platino - CAN: Oro - JPN: Oro - NZL: Oro                                              | The Album              |
| 2020                                                                                          | Lovesick Girls                | 2           | 27          | —           | 29          | 12          | —           | 35          | —           | 40          | 59          | - AUS: Oro - JPN: Platino - KOR: Platino - NZL: Oro                                          | The Album              |
| 2022                                                                                          | Pink Venom                    | 2           | 1           | —           | 4           | 16          | —           | 9           | 41          | 22          | 22          | - AUS: Oro - CAN: Platino - KOR: Platino - JPN: Oro - NZL: Oro - UK: Argento                 | Born Pink              |
| 2022                                                                                          | Shut Down                     | 3           | 5           | —           | 7           | 23          | 79          | 6           | 37          | 24          | 25          | - AUS: Oro - CAN: Platino - JPN: Oro - NZL: Oro                                              | Born Pink              |
| 2025                                                                                          | Jump                          | 3           | 12          | 42          | 19          | 13          | 25          | 13          | 44          | 18          | 28          |                                                                                              | /                      |
| "—" indica che l'opera non si è classificata o che non è stata pubblicata in quel territorio. |                               |             |             |             |             |             |             |             |             |             |             |                                                                                              |                        |

### Singoli promozionali
| Anno                                                                                          | Titolo                     | Classifiche | Classifiche | Classifiche | Classifiche | Classifiche | Classifiche | Classifiche | Classifiche | Certificazioni                   | Album di provenienza |
| Anno                                                                                          | Titolo                     | KOR         | AUS         | CAN         | NLD         | NZL         | SWI         | UK          | USA         | Certificazioni                   | Album di provenienza |
| --------------------------------------------------------------------------------------------- | -------------------------- | ----------- | ----------- | ----------- | ----------- | ----------- | ----------- | ----------- | ----------- | -------------------------------- | -------------------- |
| 2020                                                                                          | Sour Candy (con Lady Gaga) | 178         | 8           | 18          | 52          | 12          | 30          | 17          | 33          | - CAN: Oro - NZL: Oro - USA: Oro | Chromatica           |
| 2023                                                                                          | The Girls                  | —           | —           | —           | —           | —           | —           | —           | —           |                                  | /                    |
| "—" indica che l'opera non si è classificata o che non è stata pubblicata in quel territorio. |                            |             |             |             |             |             |             |             |             |                                  |                      |

### Annotazioni
1. ↑  Dati di vendita delle cassette.[14]

### Fonti
1. 1 2 3 4 5  Posizioni massime delle pubblicazioni delle Blackpink in Corea del Sud:
Album
  - The Album: (KO) Album Chart: 2020 Weeks 41, su Circle Chart. URL consultato il 7 luglio 2022.
  - Born Pink: (KO) Album Chart: 2022 Weeks 38, su Circle Chart. URL consultato il 22 settembre 2022.

Album dal vivo
  - Blackpink 2021 'The Show' Live: (KO) Album Chart: 2021 Weeks 24, su Circle Chart. URL consultato il 7 luglio 2022.

EP
  - Square Up: (KO) Album Chart: 2018 Weeks 25, su Circle Chart. URL consultato il 7 luglio 2022.
  - Kill This Love: (KO) Album Chart: 2019 Weeks 17, su Circle Chart. URL consultato il 7 luglio 2022.

Singoli
  - As If It's Your Last: (KO) Digital Chart: 2017 Weeks 26, su Circle Chart. URL consultato il 7 luglio 2022.
  - Kill This Love: (KO) Digital Chart: 2019 Weeks 15, su Circle Chart. URL consultato il 7 luglio 2022.
  - How You Like That: (KO) Digital Chart: 2020 Weeks 27, su Circle Chart. URL consultato il 7 luglio 2022.
  - Ice Cream: (KO) Digital Chart: 2020 Weeks 36, su Circle Chart. URL consultato il 7 luglio 2022.
  - Lovesick Girls: (KO) Digital Chart: 2020 Weeks 41, su Circle Chart. URL consultato il 7 luglio 2022.
  - Pink Venom: (KO) Digital Chart: 2022 Weeks 35, su Circle Chart. URL consultato il 1º settembre 2022.
  - Shut Down: (KO) Digital Chart: 2022 Weeks 39, su Circle Chart. URL consultato il 3 ottobre 2022.
  - Jump: (KO) Digital Chart: 2025 Weeks 29, su Circle Chart. URL consultato il 24 luglio 2025.

Singoli promozionali
  - Sour Candy: (KO) Digital Chart: 2020 Weeks 23, su Circle Chart. URL consultato il 7 luglio 2022.
2. 1 2 3  (EN) Discography Blackpink, su australian-charts.com. URL consultato il 22 maggio 2021.
3. 1 2  (NL) Discografie Blackpink, su Ultratop. URL consultato il 22 maggio 2021.
4. 1 2  (EN) BlackPink - Chart history (Billboard Canadian Albums), su Billboard. URL consultato il 22 maggio 2021.
5. 1 2 3 4  Posizioni massime delle pubblicazioni delle Blackpink in Giappone:
Album
  - The Album: (JA) 週間 合算アルバムランキング – 2020年10月26日付 (2020年10月12日～2020年10月18日), su Oricon. URL consultato il 22 maggio 2021 (archiviato dall'url originale il 22 ottobre 2020).
  - Born Pink: (JA) 週間 合算アルバムランキング – 2022年09月26日付 (2022年09月12日～2022年09月18日), su Oricon. URL consultato il 23 settembre 2022 (archiviato dall'url originale il 23 settembre 2022).

Raccolte
  - Blackpink in Your Area: (JA) Blackpink In Your Area (DVD付), su Oricon. URL consultato il 22 maggio 2021.

EP
  - Blackpink: (JA) Blackpink (DVD付), su Oricon. URL consultato il 22 maggio 2021.
  - Square Up: (JA) 週間 アルバムランキング 2018年07月02日付（2018年06月18日～2018年06月24日), su Oricon. URL consultato il 22 maggio 2021.

Singoli
  - Ddu-Du Ddu-Du (Japanese Ver.): (JA) DDU-DU DDU-DU (DVD付), su Oricon. URL consultato il 22 maggio 2021.
  - Kill This Love: (JA) 週間 合算シングルランキング – 2019年04月22日付（2019年04月08日～2019年04月14日), su Oricon. URL consultato il 22 maggio 2021 (archiviato dall'url originale il 6 maggio 2019).
  - How You Like That: (JA) 週間 合算シングルランキング – 2020年07月13日付 (2020年06月29日～2020年07月05), su Oricon. URL consultato il 22 maggio 2021 (archiviato dall'url originale l'8 luglio 2020).
  - Ice Cream: (JA) 週間 合算シングルランキング – 2020年09月14日付（2020年08月31日～2020年09月06日), su Oricon. URL consultato il 22 maggio 2021 (archiviato dall'url originale il 9 settembre 2020).
  - Lovesick Girls: (JA) 週間 合算シングルランキング – 2020年10月19日付 (2020年10月05日～2020年10月11日), su Oricon. URL consultato il 22 maggio 2021 (archiviato dall'url originale il 18 ottobre 2020).
  - Pink Venom: (JA) 週間 合算シングルランキング – 2022年09月05日付（2022年08月22日～2022年08月28日), su Oricon. URL consultato il 2 settembre 2022 (archiviato dall'url originale il 2 settembre 2022).
  - Shut Down: (JA) 週間 合算シングルランキング – 2022年10月03日付（2022年09月19日～2022年09月25日), su Oricon. URL consultato il 3 ottobre 2022 (archiviato dall'url originale il 2 ottobre 2022).
  - Jump: (JA) 週間 合算シングルランキング 2025年07月28日付 (2025年07月14日～2025年07月20日), su Oricon. URL consultato il 24 luglio 2025 (archiviato dall'url originale il 24 luglio 2025).
6. 1 2 3  (NL) Discografie Blackpink, su Dutch Charts. URL consultato il 22 maggio 2021.
7. 1 2 3 4  (EN) Discografie Blackpink, su charts.nz. URL consultato il 22 maggio 2021.
8. 1 2 3 4  (DE) Discographie Blackpink, su Schweizer Hitparade. URL consultato il 22 maggio 2021.
9. 1 2 3 4  (EN) Blackpink, su Official Charts Company. URL consultato il 22 maggio 2021.
10. 1 2  (EN) BlackPink - Chart history (Billboard 200), su Billboard. URL consultato il 22 maggio 2021.
11. ↑  Vendite cumulative di The Album:
  - (KO) Album Chart: 2020.10 Month, su Circle Chart. URL consultato il 17 febbraio 2022.
  - (KO) Album Chart: 2020, su Circle Chart. URL consultato il 17 febbraio 2022.
  - (KO) Album Chart: 2021, su Circle Chart. URL consultato il 17 febbraio 2022.
  - (KO) Album Chart: 2022.12 Month, su Circle Chart. URL consultato il 12 luglio 2023.
  - (KO) Album Chart: 2023.12 Month, su Circle Chart. URL consultato l'11 gennaio 2024.
  - (KO) Album Chart: 2024.08 Month, su Circle Chart. URL consultato il 6 ottobre 2024.
12. ↑  Vendite digitali per The Album (3 929):
  - (JA) 週間 デジタルアルバムランキング 2020年10月12日付（2020年09月28日～2020年10月04日), su Oricon. URL consultato il 7 settembre 2021 (archiviato dall'url originale il 7 ottobre 2020).
  - (JA) 週間 デジタルアルバムランキング 2020年10月19日付（2020年10月05日～2020年10月11日), su Oricon. URL consultato il 7 settembre 2021 (archiviato dall'url originale il 14 ottobre 2020).
  - (JA) 週間 デジタルアルバムランキング 2020年10月26日付（2020年10月12日～2020年10月18日), su Oricon. URL consultato il 7 settembre 2021 (archiviato dall'url originale il 21 ottobre 2020).
  - (JA) 週間 デジタルアルバムランキング 2020年11月02日付（2020年10月19日～2020年10月25日), su Oricon,  p. 2. URL consultato il 7 settembre 2021 (archiviato dall'url originale il 28 ottobre 2020).

Vendite fisiche per The Album (28 554):
  - (JA) 月間 アルバムランキング 2020年10月度, su Oricon,  p. 2. URL consultato il 7 settembre 2021 (archiviato dall'url originale l'11 novembre 2020).
13. ↑  Vendite fisiche per The Album -JP Ver.- (34 379):
  - (JA) 週間 アルバムランキング 2021年08月16日付, su Oricon. URL consultato il 7 settembre 2021 (archiviato dall'url originale il 12 agosto 2021).
  - (JA) 週間 アルバムランキング 2021年08月23日付, su Oricon. URL consultato il 7 settembre 2021 (archiviato dall'url originale il 18 agosto 2021).
  - (JA) 週間 アルバムランキング 2021年08月30日付, su Oricon,  p. 3. URL consultato il 7 settembre 2021 (archiviato dall'url originale il 25 agosto 2021).
  - (JA) 週間 アルバムランキング 2021年09月06日付, su Oricon,  p. 3. URL consultato il 7 settembre 2021 (archiviato dall'url originale il 1º settembre 2021).
  - (JA) 週間 アルバムランキング 2021年09月13日付, su Oricon,  p. 5. URL consultato il 10 settembre 2021 (archiviato dall'url originale l'8 settembre 2021).
14. ↑  (EN) Jack White, Queen + Adam Lambert land first Number 1 album together, and Queen's first chart topper in 25 years: "Thank you folks for making us Number 1 after all these years", su Official Charts Company, 9 ottobre 2020. URL consultato il 22 maggio 2021.
15. ↑  Vendite cumulative di The Album negli Stati Uniti:
  - (EN) Keith Caulfield, 21 Savage & Metro Boomin's 'Savage Mode II' Debuts at No. 1 on Billboard 200 Chart, su Billboard, 11 ottobre 2020. URL consultato il 22 maggio 2021.
  - (EN) Keith Caulfield, Linkin Park's 'Hybrid Theory' Rocks Album Sales Chart, John Lennon Debuts in Top 10, su Billboard, 20 ottobre 2020. URL consultato il 22 maggio 2021.
  - (EN) Keith Caulfield, NCT Debuts at No. 2 on Album Sales Chart as Tom Petty, BTS, Eagles & Sturgill Simpson Hit Top 10, su Billboard, 29 ottobre 2020. URL consultato il 22 maggio 2021.
16. 1 2 3 4 5 6  (EN) Blackpink – Gold/Platinum, su Music Canada. URL consultato il 14 aprile 2025.
17. 1 2 3 4   (KO) Discografia delle Blackpink – 써클인증 (Circle Certification), su Circle Chart, Korea Music Content Association.
18. 1 2 3 4 5 6 7 8 9 10  Certificazioni delle pubblicazioni delle Blackpink in Nuova Zelanda:
  - Album: (EN) Album Certification Search, su RadioScope. URL consultato il 9 gennaio 2025. Digitare "Blackpink" in "Search".
  - Brani musicali: (EN) Single Certification Search, su RadioScope. URL consultato il 9 gennaio 2025. Digitare "Blackpink" in "Search".
19. 1 2 3 4 5  (EN) BRIT Certified, su British Phonographic Industry. URL consultato il 9 febbraio 2024. Digitare "Blackpink" in "Search BPI Awards" e premere Invio.
20. ↑  Vendite cumulative di Born Pink:
  - (KO) Album Chart: 2022.09 Month, su Circle Chart. URL consultato il 29 ottobre 2022.
  - (KO) Album Chart: 2022, su Circle Chart. URL consultato il 12 luglio 2023.
  - (KO) Album Chart: 2023.01 Month, su Circle Chart. URL consultato il 12 luglio 2023.
  - (KO) Album Chart: 2023, su Circle Chart. URL consultato l'11 gennaio 2024.
  - (KO) Album Chart: 2024.09 Month, su Circle Chart. URL consultato l'11 dicembre 2024.
21. ↑  Vendite fisiche per Born Pink (31 385):
  - (JA) 月間 アルバムランキング 2022年09月度, su Oricon. URL consultato il 12 luglio 2023 (archiviato dall'url originale il 12 ottobre 2022).
  - (JA) 月間 アルバムランキング 2022年10月度, su Oricon. URL consultato il 12 luglio 2023 (archiviato dall'url originale il 9 novembre 2022).

Vendite digitali per Born Pink (3 090):
  - (JA) 週間 デジタルアルバムランキング 2022年09月26日付（2022年09月12日～2022年09月18日, su Oricon. URL consultato il 12 luglio 2023 (archiviato dall'url originale il 22 settembre 2022).
  - (JA) 週間 デジタルアルバムランキング 2022年10月03日付（2022年09月19日～2022年09月25日, su Oricon. URL consultato il 12 luglio 2023 (archiviato dall'url originale il 28 settembre 2022).
  - (JA) 週間 デジタルアルバムランキング 2022年10月10日付 (2022年09月26日～2022年10月02日, su Oricon. URL consultato il 12 luglio 2023 (archiviato dall'url originale il 5 ottobre 2022).
  - (JA) 週間 デジタルアルバムランキング 2022年10月17日付（2022年10月03日～2022年10月09日), su Oricon. URL consultato il 12 luglio 2023 (archiviato dall'url originale il 13 ottobre 2022).
  - (JA) 週間 デジタルアルバムランキング 2022年10月24日付（2022年10月10日～2022年10月16日), su Oricon. URL consultato il 12 luglio 2023 (archiviato dall'url originale il 22 ottobre 2022).
22. ↑  Vendite cumulative di Born Pink negli Stati Uniti:
  - (EN) Keith Caulfield, Blackpink's 'Born Pink' Debuts at No. 1 on Billboard 200 Albums Chart, su Billboard, 25 settembre 2022. URL consultato il 29 ottobre 2022.
  - (EN) Keith Caulfield, 5 Seconds of Summer Score Fifth No. 1 on Billboard's Top Album Sales Chart With '5SOS5', su Billboard, 6 ottobre 2022. URL consultato il 29 ottobre 2022.
23. ↑  (KO) Album Chart: 2021.06 Month, su Circle Chart. URL consultato il 12 agosto 2021.
24. ↑  Vendite fisiche per Blackpink in Your Area in Giappone:
  - (JA) 月間 アルバムランキング 2018年12月度, su Oricon,  p. 3. URL consultato il 12 gennaio 2024 (archiviato dall'url originale il 16 gennaio 2019).
  - (JA) 週間 アルバムランキング 2019年01月14日付, su Oricon,  p. 4. URL consultato il 12 gennaio 2024 (archiviato dall'url originale il 14 gennaio 2019).
25. ↑  (DE) Discographie Blackpink, su austriancharts.at. URL consultato il 22 maggio 2021.
26. ↑  (EN) Discography Blackpink, su irish-charts.com. URL consultato il 22 maggio 2021.
27. ↑  Vendite fisiche per Blackpink:
  - (JA) 月間 CDアルバムランキング 2017年08月度, su Oricon. URL consultato il 12 luglio 2023 (archiviato dall'url originale il 13 settembre 2017).
  - (JA) 月間 CDアルバムランキング 2017年09月度, su Oricon,  p. 2. URL consultato il 12 luglio 2023 (archiviato dall'url originale l'11 ottobre 2017).
  - (JA) 月間 CDアルバムランキング 2018年03月度, su Oricon,  p. 5. URL consultato il 12 luglio 2023 (archiviato dall'url originale il 10 maggio 2018).
28. ↑  Vendite di Square Up:
  - (KO) Album Chart: 2018, su Circle Chart. URL consultato il 30 ottobre 2022.
  - (KO) Album Chart: 2019, su Circle Chart. URL consultato il 30 ottobre 2022.
  - (KO) Album Chart: 2020.12 Month, su Circle Chart. URL consultato il 30 ottobre 2022.
  - (KO) Album Chart: 2021.12 Month, su Circle Chart. URL consultato il 30 ottobre 2022.
  - (KO) Album Chart: 2022.12 Month, su Circle Chart. URL consultato il 13 luglio 2023.
  - (KO) Album Chart: 2023.12 Month, su Circle Chart. URL consultato l'11 gennaio 2024.
29. ↑  Vendite digitali per Square Up (5 559):
  - (JA) 週間 デジタルアルバムランキング 2018年06月25日付, su Oricon. URL consultato il 13 luglio 2023 (archiviato dall'url originale il 20 giugno 2018).
  - (JA) 週間 デジタルアルバムランキング 2018年07月02日付, su Oricon. URL consultato il 13 luglio 2023 (archiviato dall'url originale il 27 giugno 2018).

Vendite fisiche per Square Up (6 419):
  - (JA) 週間 アルバムランキング 2018年07月02日付, su Oricon,  p. 2. URL consultato il 13 luglio 2023 (archiviato dall'url originale il 27 giugno 2018).
  - (JA) 週間 アルバムランキング 2018年07月09日付, su Oricon. URL consultato il 13 luglio 2023 (archiviato dall'url originale il 4 luglio 2018).
30. ↑  Vendite cumulative di Kill This Love:
  - (KO) Album Chart: 2019, su Circle Chart. URL consultato il 30 ottobre 2022.
  - (KO) Album Chart: 2020, su Circle Chart. URL consultato il 30 ottobre 2022.
  - (KO) Album Chart: 2021, su Circle Chart. URL consultato il 30 ottobre 2022.
  - (KO) Album Chart: 2022.12 Month, su Circle Chart. URL consultato il 13 luglio 2023.
  - (KO) Album Chart: 2023.12 Month, su Circle Chart. URL consultato l'11 gennaio 2024.
  - (KO) Album Chart: 2024.08 Month, su Circle Chart. URL consultato il 6 ottobre 2024.
31. ↑  Vendite fisiche per Kill This Love:
  - (JA) 週間 アルバムランキング 2019年05月06日付, su Oricon,  p. 2. URL consultato il 3 febbraio 2024 (archiviato dall'url originale il 1º maggio 2019).
  - (JA) 週間 アルバムランキング 2019年05月13日付, su Oricon,  p. 2. URL consultato il 3 febbraio 2024 (archiviato dall'url originale l'8 maggio 2019).
  - (JA) 週間 アルバムランキング 2019年05月20日付, su Oricon,  p. 3. URL consultato il 3 febbraio 2024 (archiviato dall'url originale il 15 maggio 2019).

Vendite digitali per Kill This Love:
  - (JA) 週間 デジタルアルバムランキング 2019年04月15日付, su Oricon,  p. 1. URL consultato il 3 febbraio 2024 (archiviato dall'url originale il 10 aprile 2019).
  - (JA) 週間 デジタルアルバムランキング 2019年04月22日付, su Oricon,  p. 2. URL consultato il 3 febbraio 2024 (archiviato dall'url originale il 17 aprile 2019).
32. ↑  Vendite fisiche per Kill This Love -JP Ver.-:
  - (JA) 週間 アルバムランキング 2019年10月28日付, su Oricon,  p. 1. URL consultato il 3 febbraio 2024 (archiviato dall'url originale il 23 ottobre 2019).
  - (JA) 週間 アルバムランキング 2019年11月04日付, su Oricon,  p. 3. URL consultato il 3 febbraio 2024 (archiviato dall'url originale il 30 ottobre 2019).
  - (JA) 週間 アルバムランキング 2019年11月11日付, su Oricon,  p. 5. URL consultato il 3 febbraio 2024 (archiviato dall'url originale il 7 novembre 2019).

Vendite digitali per Kill This Love -JP Ver.-:
  - (JA) 週間 デジタルアルバムランキング 2019年10月28日付, su Oricon,  p. 2. URL consultato il 3 febbraio 2014 (archiviato dall'url originale il 23 ottobre 2019).
33. ↑  (EN) Hugh McIntyre, Blackpink Hit A New Chart Peak In The U.S. As Their 'Kill This Love' EP Debuts, su Forbes, 15 aprile 2019. URL consultato il 23 maggio 2021.
34. 1 2  (EN) BlackPink - Chart history (Billboard Canadian Hot 100), su Billboard. URL consultato il 23 maggio 2021.
35. 1 2  Posizioni massime dei singoli delle Blackpink negli Stati Uniti d'America:
  - Posizioni da 1 a 100: (EN) BlackPink - Chart history (Hot 100), su Billboard. URL consultato il 26 giugno 2022.
  - Posizioni da 101 a 125: (EN) BlackPink - Chart history (Bubbling Under Hot 100), su Billboard. URL consultato il 26 giugno 2022.
36. 1 2 3 4 5 6 7  (JA) Blackpink – 認定検索, su Recording Industry Association of Japan. URL consultato il 23 maggio 2021.
37. 1 2 3 4 5 6  Certificazioni delle pubblicazioni delle Blackpink in Australia:
  - How You Like That, Kill This Love, Lovesick Girls, Pink Venom, Shut Down e Ice Cream: (EN) Australian Recording Industry Association, ARIA TITLE ACCREDITATIONS REPORT: For Single Titles Reaching a New Accreditation Level between 1-01-2023 and 31-03-2023 (PDF), su Dropbox. URL consultato il 2 luglio 2023 (archiviato dall'url originale il 17 aprile 2023).
38. 1 2 3 4  Certificazione relativa al numero di riproduzioni in streaming. (KO) Discografia delle Blackpink – 써클인증 (Circle Certification), su Circle Chart, Korea Music Content Association. URL consultato il 6 marzo 2025.
39. ↑  (EN) Sour Candy – Gold & Platinum, su Recording Industry Association of America. URL consultato l'8 settembre 2021.